# Louchy-Montfand
Louchy-Montfand – miejscowość i gmina we Francji, w regionie Owernia-Rodan-Alpy, w departamencie Allier.

## Demografia
Według danych na rok 1990 gminę zamieszkiwało 378 osób, a gęstość zaludnienia wynosiła 71 osób/km². W styczniu 2015 r. Louchy-Montfand zamieszkiwało 456 osób, przy gęstości zaludnienia wynoszącej 85,7 osób/km².